# Alsínia
Alsineae és una tribu de plantes dins la família Caryophyllaceae.

## Gèneres
- Arenaria, Brachystemma, Bufonia, Cerastium, Colobanthus, Eremogone, Holosteum, Honckenya, Lepyrodiclis, Minuartia, Moehringia, Moenchia, Myosoton, Plettkea, Pseudostellaria, Pycnophyllopsis, Reicheella, Sagina, Schiedea, Stellaria, Thurya, Thylacospermum, Wilhelmsia.